# テラ・モデナ
テラ・モデナ（Terra Modena）は、イタリア・エミリア＝ロマーニャ州レッジョ・エミリア県レッジョ・エミリアに本社を置くオートバイメーカー・ブランドである。

## 沿革
2003年に設立され、4ストロークエンジンを搭載したスーパーモタードの生産を開始する。2005年には198、2006年には198Reverseを製造する。

## 車種

### スーパーモタード
- 198
- 198Reverse
- 198Race